# Marmeleiro-do-mato
Marmeleiro-do-mato (Croton sonderianus) é uma espécie de arbusto predominante da caatinga, também conhecido em algumas localidades no interior do Nordeste como marmeleiro-roxo, memeleiro, mermeleiro e meleiro. A planta chega a quatro metros de altura e seu tronco é muito utilizado para a fabricação de espetos para churrasco. O C. sonderianus é a versão conhecida como marmeleiro-roxo, pois a versão chamada de marmeleiro-branco (Croton blanchetianus) usada na cachaça casca-de-pau é outra espécie do gênero Croton.

## Características

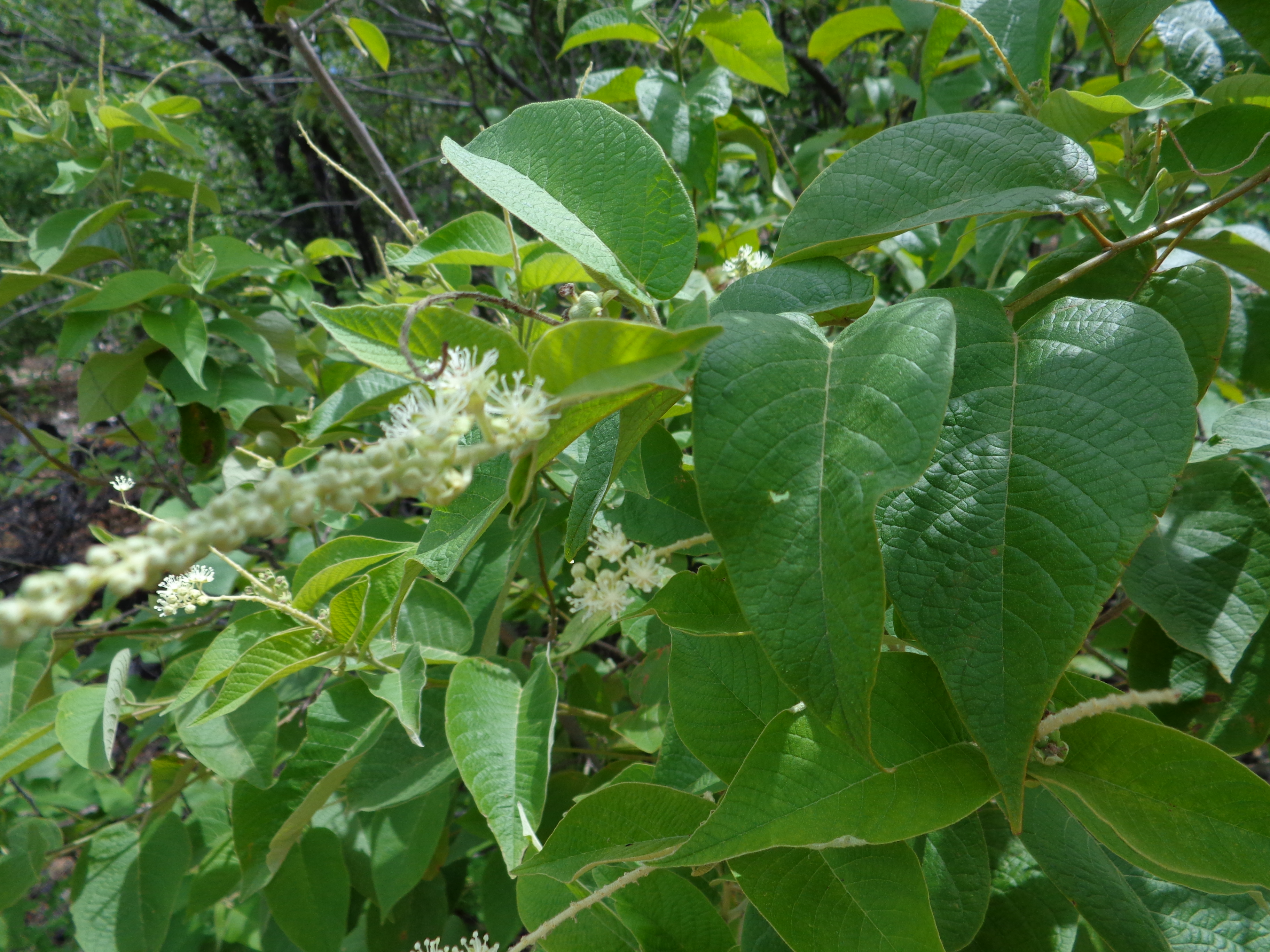
Marmeleiro-do-mato suas Folhas e flores.

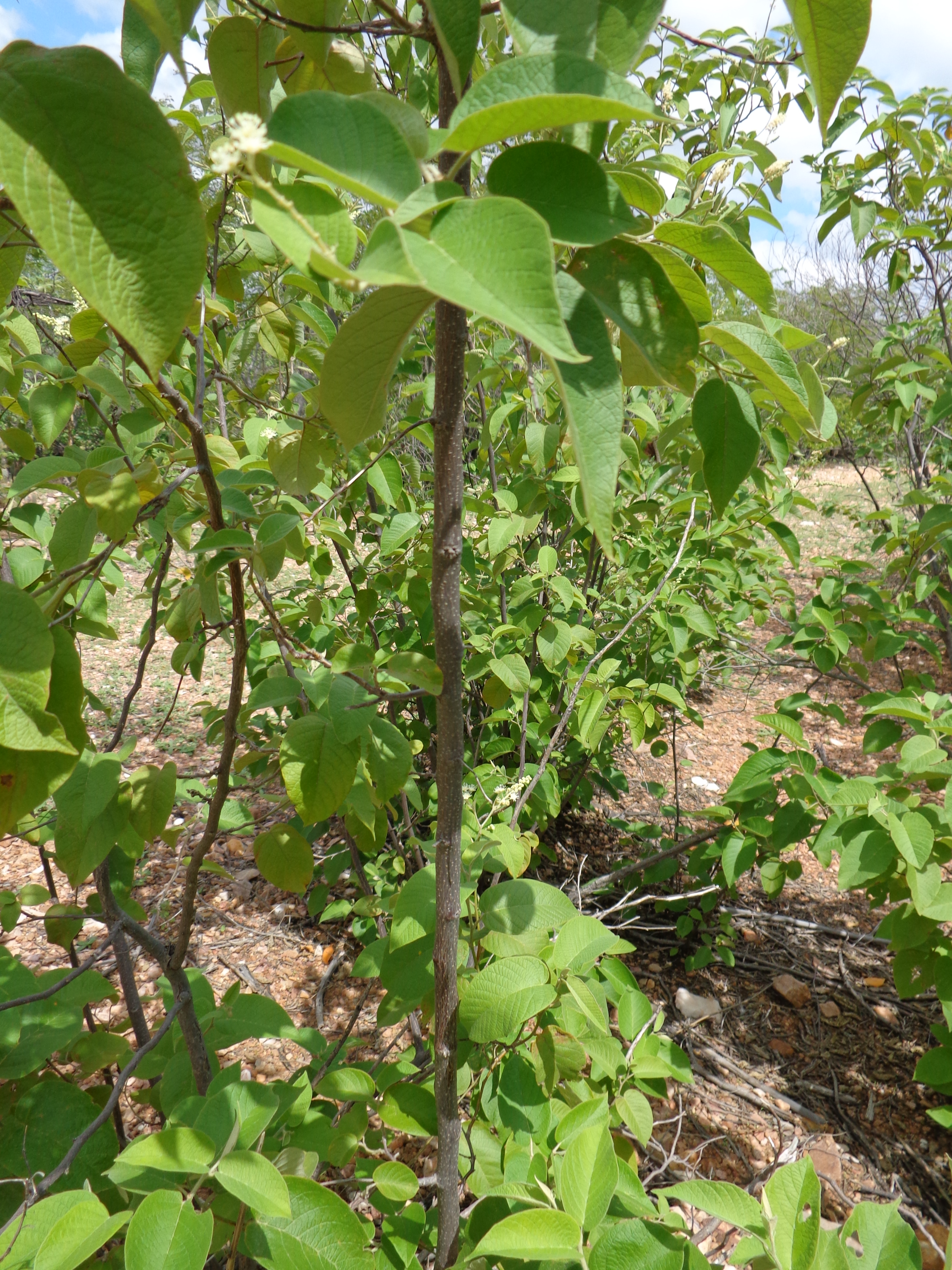
O caule do Marmeleiro-do-mato.

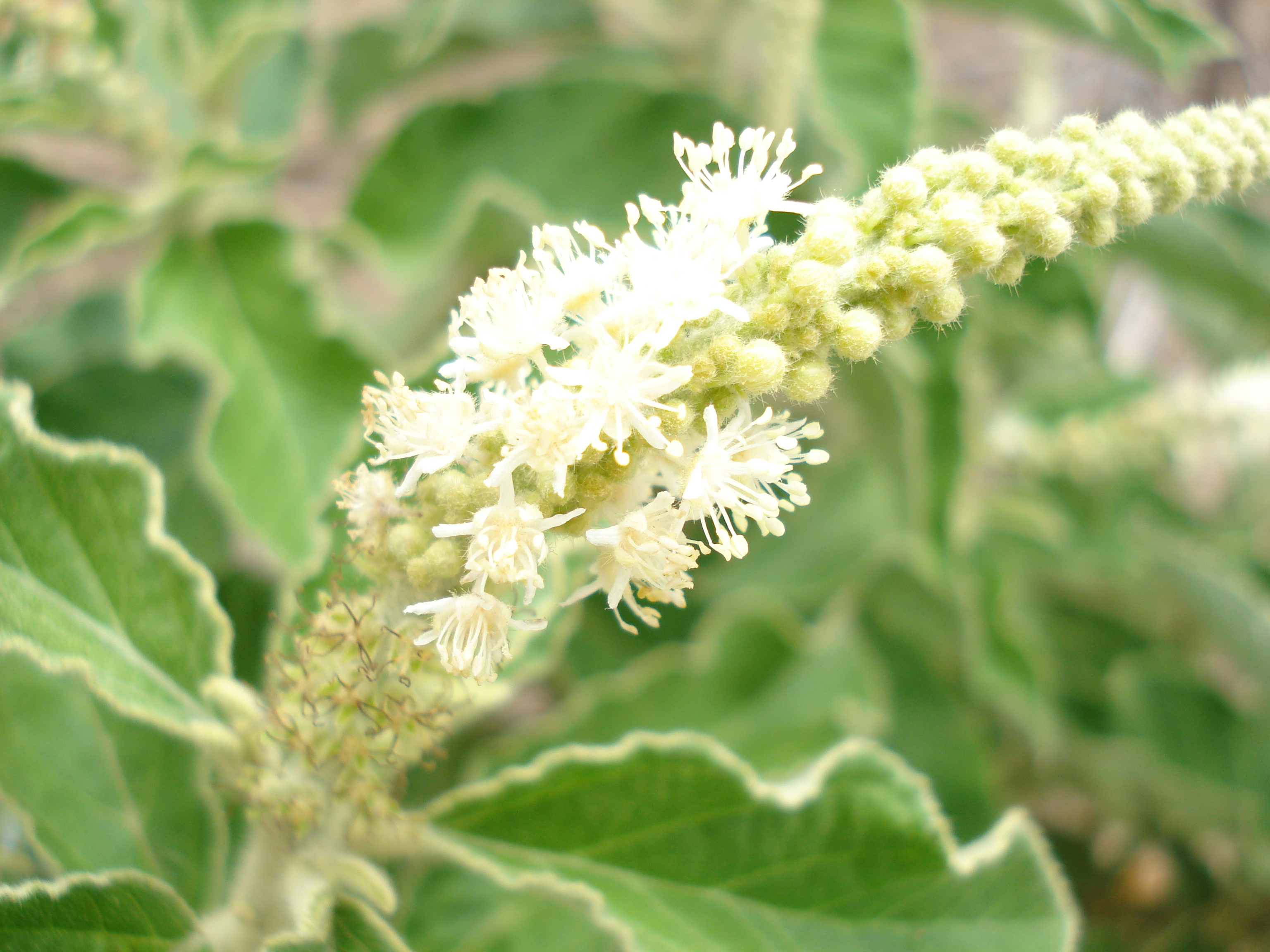
Flor do marmeleiro

É uma espécie típica das terras mais planas da Caatinga, sendo encontrada principalmente no interior dos estados do Nordeste. A forma de reprodução dá-se-lhe além das sementes também através de raízes, vê-se comumente novas plantas originar-se através de brotos vindos de suas raízes. 